# 北島主幹鐵路線
北岛主干铁路线（英語：North Island Main Trunk，缩写NIMT）是新西兰北岛的主干铁路线，连接首都惠灵顿与最大城市奥克兰。铁路线全长682（424英里），途径帕拉帕拉乌穆、北帕莫斯顿、泰哈皮、国家公园村、陶马鲁努伊、蒂库伊蒂、哈密尔顿、普基科希等地。
大部分铁路线是单轨铁路，建有许多会让站，铁路轨距1,067毫米（3英尺6英寸）。电气化铁路共有460（290英里），约占全线的65%，分为三段：惠灵顿至怀卡奈为1,600V直流电，北帕莫斯顿至蒂拉帕和帕帕库拉至奥克兰布里托马车站两段为25千伏交流电。
1873年，奥克兰开通了今北岛主干线最早的铁路段，惠灵顿的铁路建设在1885年开始。铁路线最终在1908年完工，1909年全面投入运营。新西兰在1907年成为自治领，北岛主干线成为了这一新兴国家的经济命脉，将北岛内陆向欧洲居民以及投资者敞开。在铁路开通之初，一位旅行者从惠灵顿前往奥克兰需要20小时；如今，“北方探索者”列车只需11小时就能跑完全程。
北岛主干铁路线曾被称为“工程奇迹”，创造了当时许多工程壮举，比如为克服海拔落差，使蒸汽机车能够正常运行，修建了高架桥、隧道以及展线。